# Pico da Rocha
O Pico da Rocha é uma elevação portuguesa localizada na freguesia açoriana de São Brás, concelho da Praia da Vitória, ilha Terceira, arquipélago dos Açores.
Esta formação geológica encontra-se geograficamente localizada na parte Este da ilha Terceira, eleva-se a 230 metros de altitude acima do nível do mar e encontra-se fortemente relacionado com a formação geológica dos contrafortes do vulcão do Pico Alto que se eleva a 809 metros acima do nível do mar.